# Halley Feiffer
Halley Feiffer (* 1985 in New York City, New York ) ist eine US-amerikanische Schauspielerin.

## Leben und Leistungen
Die Tochter des Comiczeichners und Drehbuchautors Jules Feiffer wuchs im Stadtviertel Upper West Side auf. Sie spielte im Theaterstück Knock Knock ihres Vaters aus dem Jahr 1976, welches für den Tony Award nominiert wurde, wie auch in einigen weiteren Theaterstücken. Ihre erste Filmrolle hatte sie an der Seite der für den Oscar und den Golden Globe Award nominierten Laura Linney im Filmdrama You Can Count on Me aus dem Jahr 2000. Im Oscar- und Golden-Globe-nominierten Independentfilm Der Tintenfisch und der Wal (2005) war sie erneut neben Laura Linney zu sehen. Im Jahr 2005 begann sie ihr Studium an der Wesleyan University.
Im Zeichentrickfilm I Lost My Bear (2005) wirkte Feiffer als Erzählerin. Im Filmdrama Stephanie Daley (2006), welches mit zahlreichen Preisen und Nominierungen bedacht wurde, übernahm sie neben Amber Tamblyn eine der größeren Rollen. In der Komödie Margot und die Hochzeit (2007) trat sie an der Seite von Nicole Kidman und Jennifer Jason Leigh auf. In den Jahren 2009/2010 war sie in mehreren größeren Produktionen zu sehen: Fighting Fish, Gentlemen Broncos und The Messenger – Die letzte Nachricht. 

## Filmografie (Auswahl)
- 2000: You Can Count on Me
- 2005: Der Tintenfisch und der Wal (The Squid and the Whale)
- 2005: I Lost My Bear (Kurzfilm, nur Stimme)
- 2006: Stephanie Daley
- 2007: Margot und die Hochzeit (Margot at the Wedding)
- 2009: The Messenger – Die letzte Nachricht (The Messenger)
- 2010: Gentlemen Broncos
- 2011: Bored to Death (Fernsehserie, fünf Episoden)
- 2012: Free Samples
- 2013: He's Way More Famous Than You
- 2013: Das Wunder von New York (All Is Bright)
- 2013: Clutter
- 2014: Appropriate Behavior
- 2014: Glass Chin
- 2015: It Had To Be You
- 2015: What's Your Emergency (Fernsehserie, 16 Episoden)